# Paraboea sinensis
Paraboea sinensis là một loài thực vật có hoa trong họ Tai voi. Loài này được (Oliv.) B.L. Burtt mô tả khoa học đầu tiên năm 1980.